# San Giorio di Susa

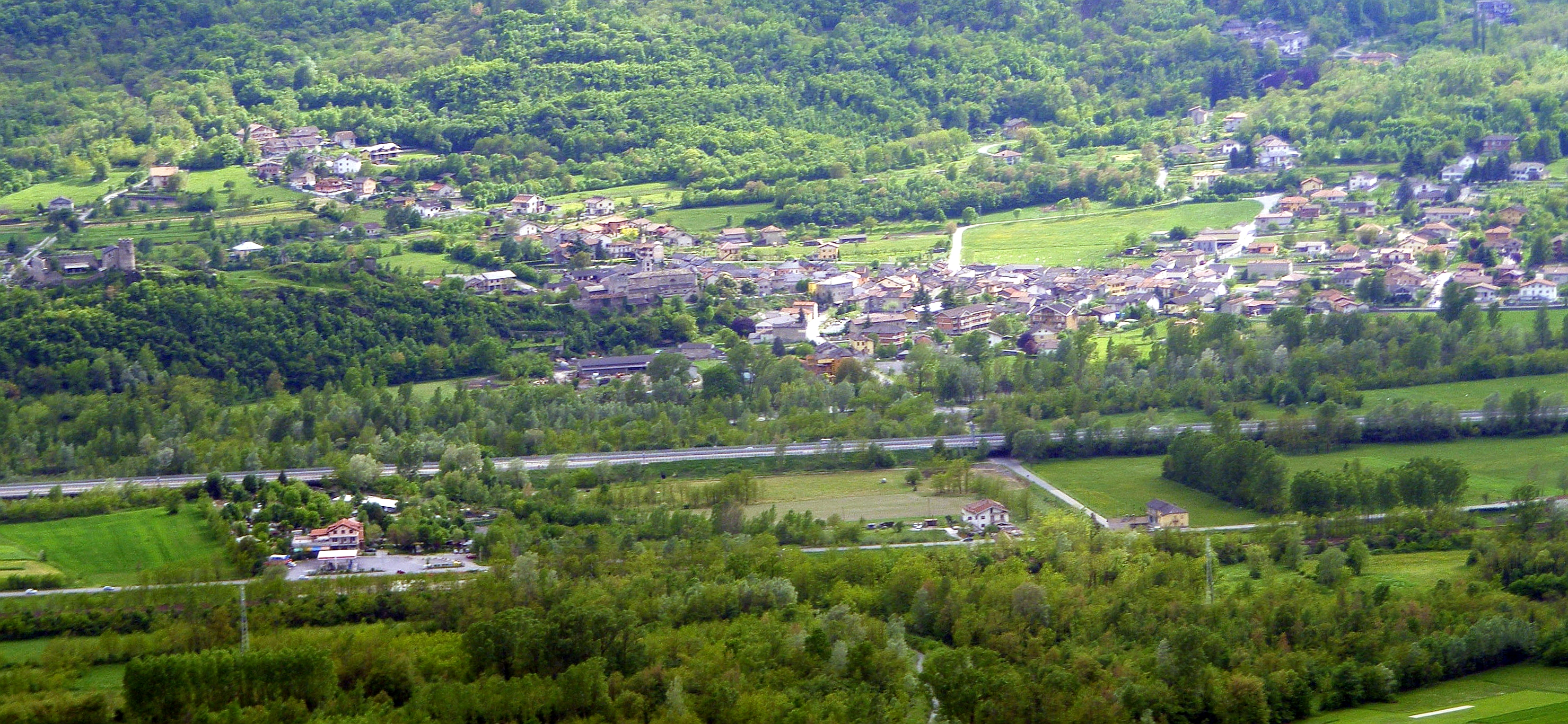
Panorama

San Giorio di Susa es una localidad y comune italiana de la provincia de Turín, región de Piamonte, con 949 habitantes. Está situado en el Valle de Susa, uno de los Valles arpitanos del Piamonte. Limita con los municipios de Bruzolo, Bussoleno, Chianocco, Coazze, Roure, San Didero y Villar Focchiardo.

## Evolución demográfica
| Gráfica de evolución demográfica de San Giorio di Susa entre 1861 y 2001 |
|                                                                          |
| Fuente ISTAT - elaboración gráfica de Wikipedia                          |